# Елі Онана
Елі Онана (фр. Elie Onana, 13 жовтня 1951, Окола — 2 квітня 2018, Яунде) — камерунський футболіст, що грав на позиції захисника.
Виступав, зокрема, за «Канон Яунде», а також національну збірну Камеруну.

## Клубна кар'єра
У дорослому футболі дебютував 1968 року виступами за команду «Сантос Окола», в якій провів п'ять сезонів, після чого виступав за інші місцеві клуби «Бафія Клуб» та «Федераль Фумбан».
1983 року перейшов до клубу «Канон Яунде», за який відіграв 5 сезонів і виграв два чемпіонати Камеруну та один національний кубок. Завершив кар'єру футболіста виступами за команду «Канон Яунде» у 1988 році.

## Виступи за збірні
1981 року залучався до складу молодіжної збірної Камеруну на молодіжному чемпіонаті світу в Австралії, де зіграв усі три матчі.
1982 року у складі національної збірної Камеруну Кубка африканських націй 1982 року спочатку взяв участь у Кубку африканських націй 1982 року в Лівії, а потім і на чемпіонаті світу 1982 року в Іспанії, втім на обох турнірах камерунці не вийшли з групи.
Згодом він був членом збірної на Олімпійських іграх 1984 року в Лос-Анджелесі, але в матчах не грав.

## Особисте життя
Молодший брат Елі, Жюль Онана, також став футболістом і виступав на чемпіонаті світу 1990 року.
Помер Елі Онана 2 квітня 2018 року на 67-му році життя у місті Яунде.

## Досягнення
- Чемпіон Камеруну: 1984/85, 1985/86
- Володар Кубка Камеруну: 1985/86
- Переможець Кубка африканських націй: 1984